# Original Braunvieh

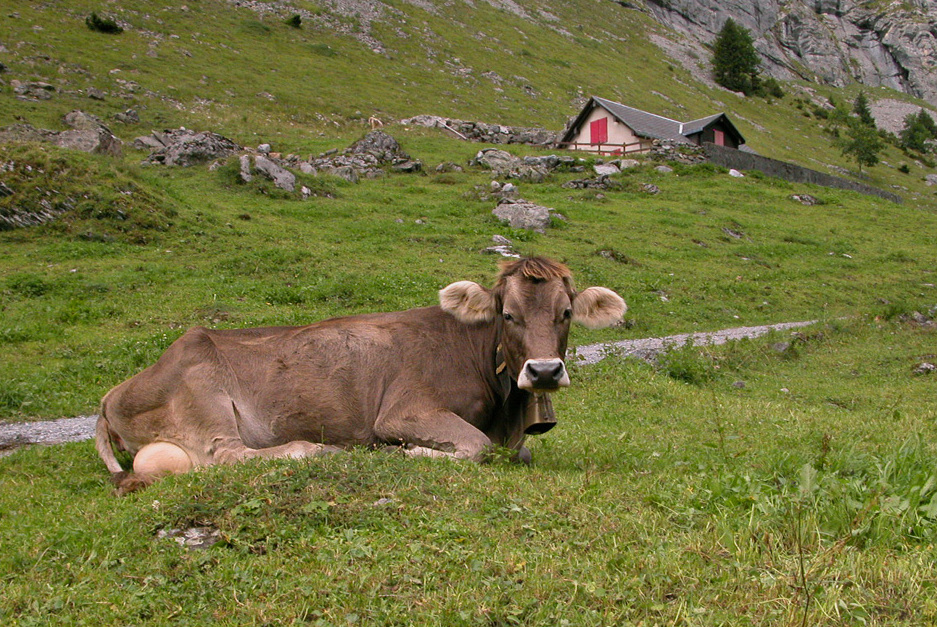
Braunvieh auf einer Alpenweide

Das Original Braunvieh "OBV" (bzw. Montafoner Braunvieh) ist eine Rinderrasse, die in der Alpenregion gehalten wird. Die Tiere sind einfarbig grau bis braun.
Ursprünglich war das Braunvieh eine in Österreich (Vorarlberg, Tirol), Schweiz und Deutschland gehaltene Rasse, deren Ursprung in der Schweiz liegt. Als nach 1960 die Rasse Brown Swiss in die europäische Rasse eingekreuzt wurde, bezeichnete man die Tiere mit weniger als 12,5 % Brown-Swiss-Anteil als Original Braunvieh.
Das Original Braunvieh wurde insbesondere in der Schweiz weitergezüchtet. In den 1980er Jahren bildeten sich auch in Österreich und Deutschland Interessengruppen, die die ursprüngliche Rasse erhalten wollten.
Die Kühe haben ein Gewicht von ca. 550 bis 700 kg mit einer Widerristhöhe von 130 bis 140 cm, Stiere ein Gewicht von 900 bis 1200 kg bei einer Widerristhöhe von 145 bis 155 cm.
Der wesentliche Unterschied zum modernen Braunviehtyp ist die geringere Größe, die schwächere Milchleistung und die bessere Bemuskelung und Mastleistung des Original Braunviehs.
In Deutschland ist dieser Rinderrasse nach dem Rasseschlüssel die Kennung 18 zugewiesen.
Das Original Braunvieh wurde zusammen mit dem Glanrind und dem Deutschen Schwarzbunten Niederungsrind von der Gesellschaft zur Erhaltung alter und gefährdeter Haustierrassen (GEH) zur „Gefährdeten Nutztierrasse des Jahres“ 2016 erklärt.